# Catagela
Catagela és un gènere d'arnes de la família Crambidae.

## Taxonomia
- Catagela adjurella Walker, 1863
- Catagela adoceta Common, 1960
- Catagela subdotatella Inoue, 1982